# Daniel Goldstein
Daniel Goldstein (Argentina ? - Madrid, 26 de febrer de 2017) va ser un tècnic de so argentí establert a Espanya.
Establert a Espanya a començament dels anys 1980, juntament amb Ricardo Steinberg i Carlos Faruolo va ser qui va reintroduir la tècnica del so directe a Espanya per tal de "recuperar l'espai del tècnic de so dins del plató, dins del món del rodatge". Va treballar en l'òpera i el teatre musical fins que Emiliano Otegui Piedra i Carlos Saura el van incorporar com a tècnic de so en el rodatge d' El amor brujo (1986). Això el va impulsar a treballar amb altres pel·lícules de la dècada del 1980 com El viaje a ninguna parte, de Fernando Fernán Gómez; La mitad del cielo, de Manuel Gutiérrez Aragón o Remando al viento, de Gonzalo Suárez (1988) pel qual fou nominat al Goya al millor so amb Ricardo Steinberg.
Durant la dècada del 1990 va treballar a Las edades de Lulú, de Bigas Luna; Alas de mariposa, de Juanma Bajo Ulloa, o Acción mutante, d'Álex de la Iglesia. Va guanyar el Goya al millor so per Todos a la cárcel de García Berlanga (1993), per Tesis (1996) i The Others (2001) d'Alejandro Amenábar, ambdues conjuntament amb Ricardo Steinberg. Els darrers anys de la seva vida fou professor a l'Escola de la Cinematografia i l'Audiovisual de la Comunitat de Madrid (ECAM), on ha estat mestre de Pelayo Gutiérrez, Sergio Burmann, Nacho Royo-Villanova i Dani Fontrodona, i des de 2007 director de producció en l'estudi de postproducció de so Best Digital a Boadilla del Monte.

## Filmografia
- Todo es mentira d'Álvaro Fernández Armero
- Historias del Kronen de Montxo Armendáriz
- Entre rojas d'Azucena Rodríguez
- Nadie hablará de nosotras cuando hayamos muerto d'Agustín Díaz Yanes
- Martín (Hache) d'Adolfo Aristaraín
- El Bola d'Àchero Mañas
- Azuloscurocasinegro de Daniel Sánchez Arévalo